# Batalla de Cervera
La batalla de Cervera, también conocida como arrancada de Cervera, tuvo lugar en Peña Cervera el lunes 30 de julio del año 1000 y enfrentó a la coalición cristiana de tropas navarras, castellanas y leonesas al mando de Sancho García (conde de Castilla) y de García Gómez (conde de Saldaña) con las huestes del caudillo musulmán Almanzor, quien obtuvo la victoria. En palabras de Víctor Saornil, fue «la única batalla en la que los ejércitos cristianos acariciaron la victoria».

## Antecedentes
El ejército andalusí no luchaba en campo abierto desde la batalla de Rueda en 981 y desde el saqueo de Santiago de Compostela en 997. Todos los reyes, príncipes y condes cristianos vivían bajo una paz impuesta por Almanzor que no impidió a este lanzar nuevas aceifas (particularmente desde la muerte del conde castellano García Fernández en 995).   
Las aceifas volvieron con un ataque sobre Pallars y Pamplona, que fue socorrida por Sancho García (999). Un año más tarde, Almanzor lanzó una campaña contra los castellanos. El hayib musulmán necesitaba de estas expediciones para financiar con el botín a su numeroso ejército y tener ocupados en algo a sus oficiales. El ejército califal había aumentado de los 30 000 hombres en tiempos de Abderramán III a 50 000, gracias a contingentes de mercenarios bereberes traídos del Magreb por el propio hayib y leales sólo a él. Obviamente, solo una parte de este ejército acompañaba a Almanzor en sus expediciones, el resto quedaba guarneciendo las ciudades del Califato. Por razones desconocidas (quizá el auxilio del conde castellano a los navarros, quizá el abandono del tributo o el aliento del Sancho a la rebeldía de los condes leoneses frente a Córdoba), Almanzor decidió lanzar una ofensiva contra Castilla.

## La batalla

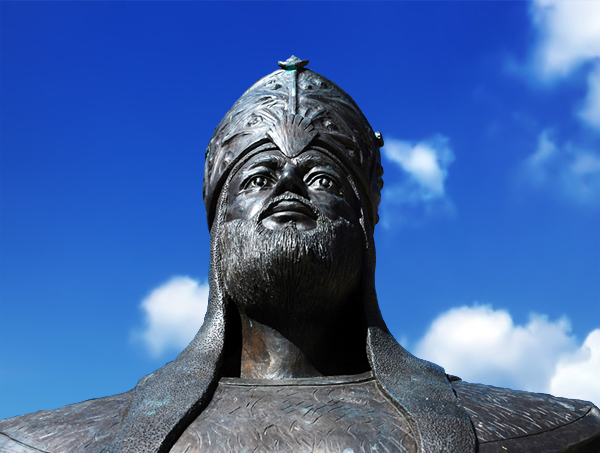
Monumento a Almanzor en la provincia de Soria

El 21 de junio del año 1000, Almanzor partía de Córdoba listo para castigar el desafío del conde con una numerosa hueste. Durante su marcha destruyó la villa de Canales de la Sierra en el límite oriental del condado de Castilla, en las estribaciones meridionales de la Sierra de la Demanda. Sancho García reunió sus fuerzas y recibió contingentes de otros nobles cristianos, como el rey de Pamplona, el de León o el conde de Saldaña, de forma que se reunió una nutrida tropa de leoneses, castellanos y navarros. El encuentro tuvo lugar en Yarbayra o Peña Cervera, al sur de Silos, entre estos altos y la localidad de Espinosa de Cervera. Los dirigentes cristianos declararon ilícito huir, y sus hombres estaban dispuestos a no retroceder en defensa de Castilla. Estaban acampados en una sólida posición defensiva en lo alto de un peñón que controlaba el paso de numerosos caminos. Los dos ejércitos trabaron contacto el 29 de julio y se prepararon para combatir al amanecer del día siguiente.
Almanzor, sin saber bien qué hacer al darse cuenta del tamaño de la hueste cristiana y su ventajosa ubicación, decidió reunirse con sus oficiales para decidir la estrategia. A la mañana del día 30, mientras aún los cordobeses no habían decidido un plan de acción, el conde castellano lanzó un ataque inesperado descendiendo por las laderas de la peña contra los flancos del ejército cordobés.
Los cristianos presionaron con su caballería ambos flancos de los musulmanes que apenas se sostenían, sorprendidos por el embate enemigo. Justo en el momento en que su flanco derecho estaba a punto de desbaratarse por completo, Almanzor envió a su hijo favorito, Abd al-Malik al-Muzaffar, para sostenerlo, mientras que su otro hijo, Abderramán Sanchuelo, acudía a auxiliar otro punto de la línea de batalla. Estos refuerzos equilibraron el combate, que se intensificó. Uno de los jefes bereberes que acompañaban a al-Muzaffar mató a uno de los condes Banu Gómez. Entonces, Almanzor realizó la martingala que le valió la victoria en este reñido enfrentamiento: ordenó trasladar el campamento desde la hondonada donde se hallaba a un cerro cercano. El conde castellano creyó que las fuerzas que aparecieron en el alto eran nuevos refuerzos que acudían a la batalla y ordenó la retirada, que se convirtió en una desbandada. La caballería islámica se encargó de perseguir al enemigo. Almanzor logró capturar el campamento enemigo.

## Consecuencias
Era la primera vez que la unión de los cristianos hacía frente al ejército de Almanzor y casi le causaba la derrota. Las bajas del ejército califal fueron estimadas en setecientos muertos por los cronistas musulmanes. Almanzor logró capturar el campamento enemigo, con numerosas armas y objetos de valor. Almanzor moriría en 1002, cuando estaba de campaña en tierras riojanas. Su repentina muerte a la edad de 62 años ha servido de inspiración para varios mitos. Según algunas versiones sufría de una enfermedad desconocida desde el saqueo de Santiago de Compostela (997) y haber dado de beber a su caballo el agua de la pila bautismal. El animal murió inmediatamente y él contrajo el mal; pero más conocida es la leyenda de su legendaria derrota en Calatañazor, considerada por los historiadores modernos un eco adornado por las crónicas posteriores de su pírrica victoria en Cervera.